# Лауреаты премии Вольфа (химия)
Премия Вольфа по химии — одна из шести премий Вольфа, вручаемая ежегодно Фондом Вольфа с 1978 года.
По состоянию на 2016 год — одиннадцать из 46 её лауреатов удостоились также Нобелевской премии по химии.
| Год     | Лауреат                                            | Страна                          | Формулировка |
| ------- | -------------------------------------------------- | ------------------------------- | --- |
| 1978    | Карл Джерасси                                      | США                             | За его работы по биоорганической химии, применение новой спектроскопической техники и поддержку международной кооперации. |
| 1979    | Герман Фрэнсис Марк                                | Австрия / США                   | За его вклад в исследование структуры и поведения естественных и синтетических полимеров. |
| 1980    | Генри Эйринг                                       | Мексика / США                   | За его вклад в исследование химических и физических явлений. |
| 1981    | Джозеф Чатт                                        | Великобритания                  | За его вклад в исследование химии металлов и гидридов металлов. |
| 1982    | Джон Чарлз Полани                                  | Канада                          | За его вклад в исследование химических реакций, разработку инфракрасной хемилюминесценции для изучения динамики химических процессов и химических лазеров. |
| 1982    | Джордж Пайментел                                   | США                             | За его вклад в развитие спектроскопии и химических лазеров. |
| 1983/84 | Херберт Гутовски                                   | США                             | За его инновационный вклад в развитие и применение спектроскопии ядерного магнитного резонанса в химии. |
| 1983/84 | Харден Макконнел                                   | США                             | За его вклад в исследование электронных структур молекул с помощью спектроскопии парамагнитного резонанса. |
| 1983/84 | Джон Вог                                           | США                             | За его фундаментальный теоретический и экспериментальный вклад в развитие спектроскопии ядерного магнитного резонанса. |
| 1984/85 | Маркус, Рудольф Артур                              | Канада / США                    | За его вклад в химическую кинетику, особенно в теории мономолекулярных реакций и реакций переноса электронов. |
| 1986    | Элайас Джеймс Кори                                 | США                             | За его вклад в исследование синтеза природных веществ. |
| 1986    | Альберт Эшенмозер                                  | Швейцария                       | За его вклад в исследование синтеза, стереохимию и механизма реакций образования природных веществ, особенно витамина B12. |
| 1987    | Дэвид Филлипс Дэвид Блоу                           | Великобритания · Великобритания | За их вклад в рентгеновскую кристаллографию протеинов и исследование структур энзимов и механизм их работы. |
| 1988    | Йошуа Йортнер Рафаэль Левин                        | Израиль · Израиль               | За их вклад в исследование динамики молекулярных систем. |
| 1989    | Дуилио Аригони Алан Раштон Баттерсби               | Швейцария · Великобритания      | За их фундаментальный вклад в исследование механизма ферментативных реакций и биосинтеза натуральных продуктов. |
| 1990    | Премия не присуждалась                             | Премия не присуждалась          | Премия не присуждалась |
| 1991    | Рихард Эрнст                                       | Швейцария                       | За его революционный вклад в спектроскопию ядерного магнитного резонанса (ЯМР-спектроскопию). |
| 1991    | Александр Пайнс                                    | Родезия / США                   | За его революционный вклад в ЯМР-спектроскопию. |
| 1992    | Джон Попл                                          | Великобритания                  | За его фундаментальный вклад в теоретическую химию, особенно за разработку вычислительных методов квантовой химии. |
| 1993    | Ахмед Хасан Зевейл                                 | Египет / США                    | За его инновационный вклад в развитие лазерной фемтохимии и возможность исследования химических реакций в реальном времени. |
| 1994/95 | Ричард Лернер Питер Шульц                          | США · США                       | За их вклад в исследование катализа антител. |
| 1995/96 | Гилберт Сторк Сэмюэл Данишефски                    | США · США                       | За их вклад в исследование новых химических реакций, которые открыли новые пути синтеза комплексных молекул, особенно полисахаридов и многих других важных для биологии и медицины веществ. |
| 1996/97 | Премия не присуждалась                             | Премия не присуждалась          | Премия не присуждалась |
| 1998    | Эртль, Герхард Соморджай, Габор                    | Германия · Венгрия              | За их вклад в исследование гетерогенных каталитических реакций. |
| 1999    | Лемьё, Раймон                                      | Канада                          | За его фундаментальный вклад в исследование олигосахаридов и их роли в биологических системах. |
| 2000    | Коттон, Франк Альберт                              | США                             | За вклад в исследование химии металлов. |
| 2001    | Анри Каган Ноёри, Рёдзи Шарплесс, Барри            | Франция · Япония · США          | За их инновационный вклад в исследование асимметричного катализа для синтеза хиральных молекул, создание новых веществ, имеющих большое практическое значение. |
| 2002/03 | Премия не присуждалась                             | Премия не присуждалась          | Премия не присуждалась |
| 2004    | Гарри Баркус Грэй                                  | США                             | За его инновационный вклад в биоорганическую химию и развитие новых принципов исследования структур протеинов. |
| 2005    | Ричард Зэйр                                        | США                             | За его инновационный вклад в развитие лазерной техники и аналитической химии. |
| 2006/07 | Ада Йонат Джордж Фехер                             | Израиль · США                   | За их вклад в исследование структуры и функций рибосом и световых процессов фотосинтеза. |
| 2008    | Уильям Мёрнер Аллен Бард                           | США · США                       | За их вклад в спектроскопию и электрохимию молекул в наноскопическом режиме. |
| 2009    | Премия не присуждалась                             | Премия не присуждалась          | Премия не присуждалась |
| 2010    | Премия не присуждалась                             | Премия не присуждалась          | Премия не присуждалась |
| 2011    | Стюарт Райс Дэн Цинъюнь Кшиштоф (Крис) Матяшевский | США; · США · Польша / США       | За инновационный вклад в химические науки в области синтеза, особенностей и понимания органических материалов. |
| 2012    | Павлос (Пол) Аливизатос Чарльз Либер               | США · США                       | За вклад в нанохимию и, в частности за синтез монокристаллических полупроводниковых нанопроводов, изучению характеристик основных физических свойств нанопроводов, и их применение в электронике, фотонике и наномедицине |
| 2013    | Роберт Лангер                                      | США                             | За разработку и реализацию достижений в химии полимеров, которые привели к созданию управляемых систем введения лекарств и новых биоматериалов. |
| 2014    | Вэн Цихуэй                                         | Китайская Республика / США      | За существенный и оригинальный вклад в развитие инновационных методов программируемого и прикладного синтеза сложных олигосахаридов и гликопротеинов. |
| 2015    | Премия не присуждалась                             | Премия не присуждалась          | Премия не присуждалась |
| 2016    | Кирьякос Николау                                   | США                             | Оригинальный текст (англ.)For advancing the field of chemical synthesis to the extremes of molecular complexity, linking structure and function and expanding our dominion over the interface of chemistry, biology and medicine |
| 2016    | Стюарт Шрайбер                                     | США                             | Оригинальный текст (англ.)For pioneering chemical insights into the logic of signal transduction and gene regulation that led to important, new therapeutics, and for advancing chemical biology and medicine through the discovery of small-molecule probes |
| 2017    | Роберт Бергман                                     | США                             | За обнаружение активации C-H-связей углеводородов с помощью растворимых комплексов переходных металлов. |
| 2018    | Омар Ягхи                                          | США                             | Оригинальный текст (англ.)for pioneering reticular chemistry via metal-organic frameworks and covalent organic framework |
| 2018    | Макото Фудзита                                     | Япония                          | Оригинальный текст (англ.)for conceiving metal-directed assembly principles leading to large highly porous complexes |
| 2019    | Джон Хартвиг                                       | США                             | Оригинальный текст (англ.)for the development of efficient transition-metal catalysts that have revolutionized drug manufacturing, leading to breakthrough in molecule and synthetics design. |
| 2019    | Стивен Бухвальд                                    | США                             | Оригинальный текст (англ.)for the development of efficient transition-metal catalysts that have revolutionized drug manufacturing, leading to breakthrough in molecule and synthetics design. |
| 2020    | Премия не присуждалась                             | Премия не присуждалась          | Премия не присуждалась |
| 2021    | Маор Лаав                                          | Израиль                         | Оригинальный текст (англ.)for collaboratively established the fundamental reciprocal influences of three-dimensional molecular structure upon structures of organic crystals |
| 2021    | Лесли Лейзеровиц                                   | Израиль                         | Оригинальный текст (англ.)for collaboratively established the fundamental reciprocal influences of three-dimensional molecular structure upon structures of organic crystals |
| 2022    | Бенджамин Краватт                                  | США                             | Оригинальный текст (англ.)for developing activity-based protein profiling, a chemical proteomic strategy, to characterize enzyme function in native biological systems, and describe numerous enzymes which play critical roles in human biology and disease, including the endocannabinoid hydrolases whose lipid products regulate communication between cells |
| 2022    | Каролин Бертоцци                                   | США                             | Оригинальный текст (англ.)for pioneering biorthogonal chemistry and understanding glycocalyx, and its roles in both health and disease, thus allowing for bioimaging, chemoproteomics, and in-vivo drug delivery |
| 2022    | Бонни Басслер                                      | США                             | Оригинальный текст (англ.)for her work elucidating the role of chemical communication between bacteria. She has made important discoveries revealing how quorum sensing is used by bacteria both for virulence and for communicating across species |
| 2023    | Джеффри Келли                                      | США                             | За разработку клинической стратегии по улучшению патологической агрегации белков |
| 2023    | Хироаки Суга                                       | Япония                          | За разработку РНК-катализаторов, которые произвели революцию в открытии биоактивных пептидов |
| 2023    | Чуань Хэ                                           | США / Китай                     | За открытие обратимого метилирования РНК и его роли в регуляции экспрессии генов |